# Mentawak (Nalo Tantan)
Mentawak is een bestuurslaag in het regentschap Merangin van de provincie Jambi, Indonesië. Mentawak telt 1570 inwoners (volkstelling 2010).